# القمر والثريا
القمر والثريا مسلسل تلفزيوني عراقي.

## الممثلون
- عبير فريد.
- فريال كريم.
- تمارا محمود.